# 체리마루

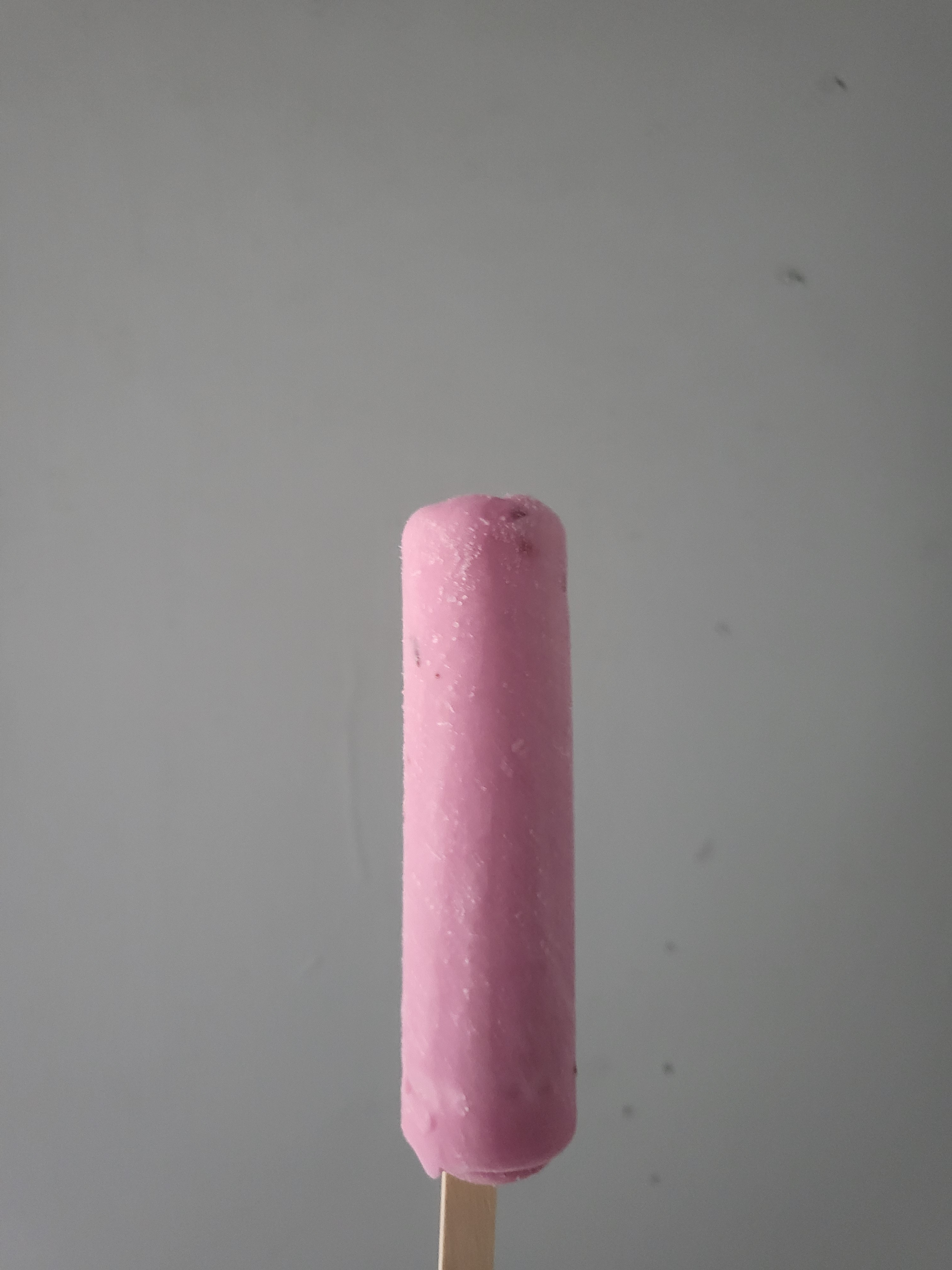

체리마루는 해태아이스의 제품이다.

## 특징
과육과 체리시럽이 들어가는 제품으로 체리맛을 낼 수 있는 베리류인 크랜베리 등도 사용된다.

## 같이 보기
- 호두마루
- 체리주빌레
- 아이스밀크